# Qulin, Missouri
Qulin, Missouri (енгл. Qulin) град је у америчкој савезној држави Мисури.

## Демографија
По попису из 2010. године број становника је 458, што је 9 (-1,9%) становника мање него 2000. године.
| Група             | 2000.       | 2010.       |
| Белци             | 459 (98,3%) | 441 (96,3%) |
| Афроамериканци    | 2 (0,4%)    | 0 (0,0%)    |
| Азијати           | 0 (0,0%)    | 0 (0,0%)    |
| Хиспаноамериканци | 1 (0,2%)    | 5 (1,1%)    |
| Укупно            | 467         | 458         |